# 上杉定勝
上杉 定勝（うえすぎ さだかつ）は、江戸時代前期の大名。出羽国米沢藩の第2代藩主。山内上杉家18代当主。

## 生涯
慶長9年（1604年）、初代藩主・上杉景勝の長子として誕生した。生母で景勝の継室である四辻氏の実家・四辻家は西園寺家の一門で、公家の名門（羽林家）である。四辻氏は定勝を生んで100日余り後に死んだため、直江兼続・お船の方夫妻が養育に当たった。慶長15年（1610年）、2代将軍・徳川秀忠に御目見した。このとき、千徳の名を授かる。
元和9年（1623年）2月13日、江戸城に登城し、秀忠に接見、従四位下に叙し侍従に任官、弾正大弼を兼任。ただし、父の景勝が1月10日付の定勝宛の書状にて侍従への任官話を伝えていることから、元服や任官に関しては事前に幕府から景勝に相談があったと考えられる。また、公家成の官職である侍従を与えられたのは、父・景勝が中納言であったことが配慮されたとみられる。同年5月13日、父の景勝が死去したため家督を相続する。このため、急遽一旦帰国しているが、6月25日の秀忠の上洛・参内に間に合わせるためにすぐに京都に向かっている。寛永3年（1626年）8月9日、左近衛権少将に転任し、弾正大弼如元。これより先の寛永元年に将軍の計らいで鍋島勝茂の娘と婚姻し、寛永11年（1634年）、3代将軍・徳川家光の上洛に従った。
寛永20年（1643年）、会津藩主・加藤明成の除封処理を行う。また、上杉氏の菩提寺である林泉寺と直江氏の菩提寺であった徳昌寺との僧録の地位をめぐっての争いの結果、徳昌寺を破却した。正保2年（1645年）、死去。享年42。嫡男・綱勝が跡を継いだ。

## 藩政
寛永15年（1638年）に六尺五寸一歩の三百一反制をもって、総検地を実施し、貢租制度を整備。また奉行、郡代、代官などの藩政、郷村支配体制を整備し、直江支配体制から藩主直属支配体制への移行を推進する。
江戸幕府の指令を受けて、キリシタン取締りを強化、寛永5年（1628年）に甘粕信綱（右衛門）を処刑するなど、領内で藩士を含む多数のキリシタンを逮捕・死罪に処し、寛永16年（1639年）に吉利支丹横目を郷村に配置して監視に当たらせた。一方で従兄弟である山浦光則が処刑されるのは定勝の死後のことになる。
定勝は米沢藩士に対して「他家の風をまねすることなく、万事質素律儀を作法を旨とし、衣服は小袖上下や桐袴などは無用であり、もっぱら文武忠孝に励むこと」という法令を出しており、この法令は後に上杉治憲の初入部の際の「御条目」の添書に使われている。

## 系譜
- 父：上杉景勝
- 母：桂岩院 - 四辻公遠の娘
- 正室：市姫 - 鍋島勝茂の娘
  - 女子：徳姫 - 前田利治正室
  - 女子：虎姫 - 鍋島光茂正室
  - 男子：徳松
- 側室：生善院 - 近衛家家司斉藤本盛の娘
  - 男子：上杉綱勝 - 米沢藩主3代藩主
  - 男子：上杉国松
  - 女子：三姫 - 吉良義央正室